# Saint-Denis – Porte de Paris
Saint-Denis – Porte de Paris – stacja linii nr 13 metra  w Paryżu. Stacja znajduje się w gminie  Saint-Denis. Została otwarta 20 czerwca 1976.